# Beirut (film)
Beirut is een Amerikaanse film uit 2018, geregisseerd door Brad Anderson.

## Verhaal
De Amerikaanse topdiplomaat Mason Skiles (Jon Hamm) vlucht in de jaren 1970 weg uit Libanon nadat zijn vrouw gedood werd. Tien jaar later wordt hij teruggeroepen door de CIA om onderhandelingen te voeren om zo het leven van zijn oude vriend en collega Cal Riley proberen te redden.

## Rolverdeling
| Acteur          | Personage    |
| --------------- | ------------ |
| Jon Hamm        | Mason Skiles |
| Rosamund Pike   | CIA-agente   |
| Dean Norris     |              |
| Larry Pine      |              |
| Shea Whigham    |              |
| Mark Pellegrino |              |

## Release
Beirut ging op 22 januari 2018 in première op het Sundance Film Festival.